# Franz von Holzhausen
Franz von Holzhausen (né le 10 mai 1968 à Simsbury, Connecticut) est un designer automobile américain, chargé du design chez Tesla Inc.
Il travaille pour la marque américaine de voiture électrique depuis sa démission de son poste chez Mazda North American Operations le 31 juillet 2008. Il est notamment connu pour être à l'origine du design des Tesla Model S, Model 3, Model X, Model Y, Semi, de la nouvelle Tesla Roadster et du Cybertruck .

## Carrière
Von Holzhausen a commencé sa carrière chez Volkswagen en 1992 où il a notamment travaillé sur le projet New Beetle. Il a ensuite rejoint General Motors en 2000 en tant que directeur du design où il a travaillé sur la Saturn Sky et la Pontiac Solstice. 
Après avoir pris ses fonctions chez Mazda le 21 février 2005, von Holzhausen a dirigé le design du concept-car Mazda Kabura qui a fait ses débuts au Salon international de l'auto de l'Amérique du Nord en 2006 et le concept Mazda Furai 2008 dévoilé à Détroit. 
C'est seulement par la suite qu'il entre chez Tesla. Il est connu pour avoir conçu le design de pratiquement tous les modèles de la marque à ce jour, notamment la Model S, la Model X, la Model 3, la Model Y, le Cybertruck et le Tesla Roadster . 